# マサト真希
マサト 真希（まさと まき）は日本の小説家・ライトノベル作家。

## 経歴
静岡県菊川市出身。ゲーム会社勤務、フリーのWebデザイナーなどを経て、小説の仕事へ。
2003年の第10回電撃小説大賞にて第三次選考通過。2004年、『スカイワード』でデビュー。

## 主な作品

### ライトノベル
- スカイワード（イラスト：橘由宇、『電撃文庫』、アスキー・メディアワークス）
- 絶世少女ディフェンソル（イラスト：芳住和之、『電撃文庫』、アスキー・メディアワークス）
- 獅子の玉座〈レギウス〉（イラスト：双羽純、『電撃文庫』、アスキー・メディアワークス）
- よめせんっ!（イラスト：ごまさとし、『電撃文庫』、アスキー・メディアワークス）
- チホと魔法と不思議な世界　ようこそ、魔法学園へ！（イラスト：双羽純、『角川つばさ文庫』、アスキー・メディアワークス）
- 強気な姫騎士さまのしつけ方（イラスト：しゅがすく、『一迅社文庫』、一迅社）
- 廃線上のアリス（イラスト：フカヒレ、『ぽにきゃんBOOKS』、ポニーキャニオン）
- アウトランド・ヴァンガード～俺、辺境警備に着任しました（イラスト：しゅがすく、『一迅社文庫』、一迅社）

### ライト文芸
- 江姫 -乱国の華-（『メディアワークス文庫』）
- アヤンナの美しい鳥（『メディアワークス文庫』）
- まいごなぼくらの旅ごはん（『メディアワークス文庫』）
- 永遠の庭で、終わらない恋をする（『メディアワークス文庫』）
- 百鬼夜行とご縁組（『メディアワークス文庫』）